# یوان ژی
یوان ژی (انگلیسی: Yuan Zhi) (زاده ۲۹ مه ۱۹۸۱ در لیائونینگ) بازیکن تیم ملی والیبال چین است.
یوان به همراه چین به مدال نقره بازی‌های آسیایی ۲۰۰۶ دست یافت و در المپیک ۲۰۰۸ پکن نیز یکی از اعضای تیم ملی چین بود.